# Degrassi High
Degrassi High är en tv-serie som utspelar sig på fiktiva skolan Degrassi high school i Toronto i provinsen Ontario i Kanada. Serien visades 1989–1991. Den är en fortsättning på Kids of Degrassi Street och Degrassi Junior High och skapades av Kit Hood och Linda Schuyler.
I Sverige sändes Degrassi High inom ramen för ungdomsprogrammet Kosmopol. Första säsongen sändes i TV2 från den 4 oktober 1990 till den 31 januari 1991. Andra säsongen sändes i TV2 från den 7 november 1991 till den 20 februari 1992.
Det gjordes senare en fristående fortsättning, Degrassi: The Next Generation.

## Roller i urval
- Stefan Brogren – Archibald Archie "Snake" Simpson
- Neil Hope – Derek "Wheels" Wheeler
- Pat Mastroianni – Joseph "Joey" Jeremiah
- Stacie Mistysyn – Catilin Ryan
- Angela Deiseach – Erica
- Maureen Deiseach – Heather
- Amanda Stepto – Christine "Spike" Nelson
- Anais Granofsky – Lucy Fernandez
- Dan Woods – Mr Raditch
- Darrin Brown – Dwayne Myers
- David Armin-Parcells – Claude Tanner

## Avsnitt

### Säsong 1 (1989–1990)
| Nr i serien | Nr i säsongen | Titel                        | Regissör       | Författare    | Sändningsdatum   |
| --- | ------------- | ---------------------------- | -------------- | ------------- | ---------------- |
| 1 | 1             | "A New Start" Part One       | Kit Hood       | Yan Moore     | 6 november 1989  |
| Ericas menstruation uteblir och hon tror att hon är gravid. |               |                              |                |               |                  |
| 2 | 2             | "A New Start" Part Two       | Kit Hood       | Yan Moore     | 6 november 1989  |
| Erica bestämmer sig för att hålla sin graviditet hemlig; hon berättar endast för sin tvillingsyster Heather. Erica överväger abort, vilket Heather motsätter sig. |               |                              |                |               |                  |
| 3 | 3             | "Uppbrott"                   | Kit Hood       | Susin Nielsen | 13 november 1989 |
| Michelles föräldrar separerar och hon får reda på orsaken. |               |                              |                |               |                  |
| 4 | 4             | "Dream On"                   | John Bertram   | Yan Moore     | 20 november 1989 |
| Arthur är kär i Caitlin, men hon är intresserad av en annan elev, Claude. Hon ljuger för sin pojkvän Joey för att kunna träffa Claude istället.                   |               |                              |                |               |                  |
| 5 | 5             | "Everybody Wants Something"  | Kit Hood       | Yan Moore     | 27 november 1989 |
| Hatkampanjen mot Erica eskalerar. The Zits spelar in en musikvideo till sin låt "Everybody Wants Something".                                                      |               |                              |                |               |                  |
| 6 | 6             | "Nobody's Perfect"           | Eleanor Lindo  | Susin Nielsen | 5 december 1989  |
| Kathleens pojkvän misshandlar henne. |               |                              |                |               |                  |
| 7 | 7             | "Just Friends"               | Kit Hood       | Kathryn Ellis | 12 december 1989 |
| Heather blir kär i Wheels och anordnar en fest för att kunna lära känna honom bättre. LD blir inlagd på sjukhus.                                                  |               |                              |                |               |                  |
| 8 | 8             | "Little White Lies"          | John Bertram   | Susin Nielsen | 19 december 1989 |
| Diana smiter iväg till Melanies party. Joey, Snake och Wheels tänker gå på strippklubb.                                                                           |               |                              |                |               |                  |
| 9 | 9             | "Sixteen" Part One           | Kit Hood       | Yan Moore     | 9 januari 1990   |
| Michelle har fått nog av sin far och vill flytta hemifrån. Joey och Snake börjar att ta körlektioner.                                                             |               |                              |                |               |                  |
| 10 | 10            | "Sixteen" Part Two           | Kit Hood       | Yan Moore     | 9 januari 1990   |
| Michelle behöver pengar och får jobb på en bar. Sista avsnittet med Amanda Cook som LD.                                                                           |               |                              |                |               |                  |
| 11 | 11            | "All in a Good Cause"        | Eleanore Lindo | Susin Nielsen | 16 januari 1990  |
| Caitlin och Claude planerar att göra något mot en fabrik som producerar delar till kärnvapenmissiler. Kathleen blir stalkad av sin före detta pojkvän.            |               |                              |                |               |                  |
| 12 | 12            | "Natural Attraction"         | Kit Hood       | Yan Moore     | 23 januari 1990  |
| Heather blir oroad, när Erica börjar dejta en ny kille. |               |                              |                |               |                  |
| 13 | 13            | "Testing One, Two, Three..." | John Bertram   | Susin Nielsen | 30 januari 1990  |
| Joey får diagnosen dysgrafi. |               |                              |                |               |                  |
| 14 | 14            | "It Creeps!!"                | Kit Hood       | Yan Moore     | 6 februari 1990  |
| Lucy regisserar den feministiska skräckfilmen "It Creeps". |               |                              |                |               |                  |
| 15 | 15            | "Stressed Out"               | John Bertram   | Yan Moore     | 13 februari 1990 |
| Michelle tar koffeintabletter för att kunna vara vaken och studera. Ms. Avery meddelar att hon ska sluta på Degrassi School, vilket gör Caitlin mycket upprörd.   |               |                              |                |               |                  |

### Säsong 2 (1990–1991)
| Nr i serien | Nr i säsongen | Titel                        | Regissör         | Författare    | Sändningsdatum   |
| --- | ------------- | ---------------------------- | ---------------- | ------------- | ---------------- |
| 16 | 1             | "Bad Blood" Part One         | Kit Hood         | Yan Moore     | 5 november 1990  |
| Dwayne får ett oroande telefonsamtal från sin sommarflirt. B.L.T. finner det svårt att bryta med sin flickvän Michelle.                                                            |               |                              |                  |               |                  |
| 17 | 2             | "Bad Blood" Part Two         | Kit Hood         | Yan Moore     | 12 november 1990 |
| Dwayne är nervös inför resultatet av HIV-testet. Michelle får veta att BLT har en ny flickvän.                                                                                     |               |                              |                  |               |                  |
| 18 | 3             | "Loyalties"                  | John Bertram     | Susin Nielsen | 19 november 1990 |
| Caitlin kommer på sin far med en annan kvinna. Snake blir intresserad av Michelle.                                                                                                 |               |                              |                  |               |                  |
| 19 | 4             | "A Tangled Web"              | Kit Hood         | Yan Moore     | 26 november 1990 |
| Caitlin blir alltmer upprörd över sin fars otrohet, men får veta att hennes mor redan känner till det hela. Alex blir betuttad i Tessa. Wheels blir utkastad från sin mormors hus. |               |                              |                  |               |                  |
| 20 | 5             | "Body Politics"              | Phillip Earnshaw | Susin Nielsen | 3 december 1990  |
| Lucy strider för skolans tjejvolleybollag. |               |                              |                  |               |                  |
| 21 | 6             | "Crossed Wires"              | Kit Hood         | Yan Moore     | 10 december 1990 |
| Liz har påträngande minnen av att hon blev sexuellt utnyttjad som barn. |               |                              |                  |               |                  |
| 22 | 7             | "The All-Nighter"            | Eleanore Lindo   | Kathryn Ellis | 17 december 1990 |
| Melanies pyjamasparty bjuder på överraskningar. Arthur, Yick, Luke och Joey spelar poker hela natten. Alex sitter uppe hela natten och skriver ett paper till skolan.              |               |                              |                  |               |                  |
| 23 | 8             | "Home Sweet Home"            | Kit Hood         | Susin Nielsen | 24 december 1990 |
| Wheels, som bor hos Joey, stjäl pengar från Joeys mor. Michelle överväger att flytta tillbaka till sin far.                                                                        |               |                              |                  |               |                  |
| 24 | 9             | "Extracurricular Activities" | John Bertram     | Yan Moore     | 31 december 1990 |
| Lucy, Heather och Erica får veta att deras favoritband, The Savages, ska spela in en musikvideo på skolan.                                                                         |               |                              |                  |               |                  |
| 25 | 10            | "Showtime" Part One          | Kit Hood         | Yan Moore     | 7 januari 1991   |
| En elev, Claude, Caitlins före detta pojkvän, begår självmord. |               |                              |                  |               |                  |
| 26 | 11            | "Showtime" Part Two          | Kit Hood         | Yan Moore     | 14 januari 1991  |
| Livet på Degrassi High måste trots allt gå vidare. Caitlin har mardrömmar om Claudes självmord.                                                                                    |               |                              |                  |               |                  |
| 27 | 12            | "Three's a Crowd"            | Phillip Earnshaw | Susin Nielsen | 21 januari 1991  |
| Spike frågar om Snake vill gå med henne på examensbalen. Senare frågar även Michelle Snake samma sak.                                                                              |               |                              |                  |               |                  |
| 28 | 13            | "One Last Dance"             | Kit Hood         | Yan Moore     | 28 januari 1991  |
| Examensbal på Degrassi-skolan. |               |                              |                  |               |                  |